# Gândac negru de bucătărie
Gândacul negru de bucătărie (Blatta orientalis), libarca neagră sau șvabul este o insectă din ordinul blatodeelor, care locuiește pe lângă așezările omenești, hrănindu-se cu diferite alimente de origine vegetală, în special cu resturi alimentare, dăunând în primul rând prin murdărirea produselor agroalimentare cu excremente și exuvii, apoi prin transmiterea de agenți patogeni ai diferitelor boli. Preferă locurile întunecoase, umede și este activ numai noaptea. Masculul este brun-castaniu, iar femela brună-negricioasă. Lungimea corpului masculului este de 19-25 mm, iar a femelei de 18-30 mm. Este o specie sinantropă, cosmopolită, de origine tropicală, răspândită în Africa, America de Sud, Statele Unite, Australia și Asia de sud-est, iar ca formă sinantropă în țările din sudul Europei. În România se întâlnește numai în locuințe (mai ales în bucătărie) și este mai frecventă în Oltenia, Banat, Muntenia și Dobrogea.

## Descriere
Insectele adulte prezintă un dimorfism sexual evident: masculul este brun-castaniu, cu corpul mai zvelt, normal aripat, iar femela brună-negricioasă, este mai dezvoltată, cu tegmine (= aripi anterioare) rudimentare. Lungimea corpului masculului este de 19—25 mm, iar a femelei de 18—30 mm. Poate trăi până la 1—2 ani.
Corpul este mult turtit dorsoventral, alungit, dar lățit, cu protoracele, de asemenea, turtit și lățit în formă de disc, dedesubtul căruia se află capul.
Capul este rotunjit, hipognat (întors ventral, sub torace), turtit anteroposterior, formând un unghi ascuțit cu axa longitudinală a corpului. Văzut dorsal, capul este în mare parte acoperit de pronot.  Pe laturile capului se află ochii compuși, reniformi, alungiți, mari și 2 oceli. Antenele sunt setiforme, multiarticulate, lungi, depășind vârful abdomenului. Aparatul bucal este de tip ortopteroid, masticator.
Segmentele toracice sunt neuniforme. Protoracele prezintă un pronot foarte mare, discoidal. Pronotul la mascul este oval-lățit (de 6—7 mm lungime și 7—9 mm lățime), iar la femelă are o formă de semicerc (de 5,5—7,0 mm lungime și 8,7—9,5 mm lățime). 
Tegminele (perechea I de aripi) la mascul sunt de culoare cafenie-roșcată și ajung aproximativ până la ultima treime a abdomenului, iar la femelă sunt mici, reduse, lobiforme și nu depășesc metanotul. Aripile posterioare sunt absente la femelă. Atât masculii cât și femelele sunt nezburătoare.
Sunt bune alergătoare, au 3 perechi de picioare asemănătoare, lungi și subțiri, cu numeroși spini, coxele sunt foarte mari, oval-alungite și tarsele au 5 articole.
Abdomenul este format din 10 segmente vizibile. La partea posterioară a abdomenului masculul are doi cerci lungi, iar între ei doi stili, iar femela doi cerci lungi, iar între aceștia două valve triunghiulare, care reprezintă cele două valve ale plăcii subgenitale. Abdomenul la mascul este oval-alungit, aripile acoperind tergitele (= plăcile dorsale care acoperă față superioară a segmentelor dorsale) care sunt mai slab chitinizate. Tergitul X este lat transversal, cercii sunt compuși din 11—12 articole, iar stilii sint lungi și subțiri. Abdomenul la femelă este oval-lățit, tergitul X este triunghiular, lățit și scobit la vârf. Placa subgenitală se termină cu 2 valve triunghiulare alungite.
Ootecile (= pungă în care sunt închise ouăle) conțin 12—18 ouă, sunt cilindrice, cu o carenă dorsală, de culoare cafenie-brunie și au 10—12 mm lungime și 5—7 mm grosime. Oul este cilindric, alungit. 

## Habitat
Gândacul negru de bucătărie este o insectă sinantropă, care locuiește pe lângă așezările omenești. Este o specie nocturnă, în timpul zilei stând ascunsă în locuri adăpostite și întunecate. Preferă un mediu cald și umed, cu temperaturi de 20-29° C și o umiditate relativă a aerului de cel puțin 60%.
În clădiri, apar de obicei la parter sau sub el, dar în număr mai mic pot fi găsiți și la etajele superioare. De obicei sunt găsiți în subsoluri și pivnițe, în conducte, în crăpăturile pereților sau fisurile mobilelor din bucătărie și cămări, spații goale de sub podele sau dușumele, toalete, în spatele căzilor, chiuvetelor, caloriferelor, cuptoarelor și țevilor de apă caldă; Ei pot să se adune un număr mare în jurul surselor de apă.
De multe ori sunt găsiți pe timpul verii în aer liber prin jurul caselor și în gunoaiele menajere.

## Hrana
Este o specie omnivoră hrănindu-se cu orice substanță nutritivă de proveniență animală sau vegetală, care îi este accesibilă.
Consumă diferite produse alimentare din cămări și bucătării (resturi de mâncare, pâine, carne, mâncăruri, preparate lactate, preferând pe cele mai fermentescibile), din brutării, magazine de alimente; consumă de asemenea obiecte din hârtie și bumbac, articole din piele etc. din locuințe.

## Reproducerea
Adulții apar de obicei la începutul lunii aprilie din locurile de diapauză (dușumele, crăpăturile pereților sau fisurile mobilelor din bucătărie și cămări etc.). Ciclul de viață al acestei specii este sezonier; adulții pot să apară din aprilie până în iunie, dar pot fi găsiți în aproape toate lunile anului. Având o rezistență considerabilă la temperaturi scăzute, aceștia pot să se reproducă în aer liber.
După aproximativ o lună de zile, în care se hrănesc cu diferite produse alimentare, adulții se împerechează.  La 10 zile după acuplare femela depune 12-18 ouă în ooteci pe care le fixează de ultimele urosomite și pe care le poartă 5-7 zile, apoi le depun în locuri retrase și întunecoase. Ooteca, în care sunt depuse ouăle, are forma de pungă de culoare cafenie-brunie. În decursul vieții poate depune până la 8-10 ooteci.
Dezvoltarea embrionară durează 50-70 de zile, mai rar (în condiții foarte favorabile) de 26-30 de zile. Larvele apar eșalonat în lunile iulie și august și se hrănesc până la sfârșitul lunii octombrie, când se retrag în locurile de diapauză.  
Dezvoltarea unei generații se eșalonează pe o perioadă variabilă de timp în zonele temperate, în raport de temperatură: de la 1 an, când stadiul larvar durează 6-8 luni, la 2-3 ani  și chiar 3-4 ani, perioadă în care larvele năpârlesc de 6 ori (și chiar de 10 ori) și ajung mature în vârsta a 7-a. În condiții favorabile de temperatură evoluția până la stadiul adult este mai scurtă, devenind mai lungă la temperatură scăzută. 
În condițiile climatice din Oltenia, cu o temperatură medie anuală de 11-11,7°C, gândacul negru de bucătărie are o generație la 1-2 ani. 

## Daune și pericolul pentru oameni
Gândacul negru de bucătărie este un dăunător tipic al diferitelor produse alimentare, al materialilor din hârtie și bumbac și al articolelor din piele. Pagubele sunt mai mult calitative, prin deprecierea obiectelor și murdărirea lor cu dejecții, secreții ale glandelor salivare și exuvii (= resturi de năpârlire) larvare. Alimentele atacate de gândaci au un miros neplăcut și nu mai pot fi consumate de către om. Ele trebuie aruncate. Daunele sunt și indirecte, fiind o insectă respingătoare numai prin prezența sa în camerele de locuit, cămări, pivnițe etc. 
Gândacii negri de bucătărie adăpostesc multe specii de bacterii patogene și alți agenți patogeni  pe sau în interiorul corpurile lor. Ei dobândesc aceste organisme din cauza obiceiului lor de hrănire pe aproape orice tip de materie organică, inclusiv deșeuri umane și animale. Aceste organisme patogene transmise de gândacii de bucătărie pot rămâne viabile pentru o perioadă considerabilă de timp. Vizitând din nou alimentele destinate consumului uman, ei le murdăresc cu fecale, secreții ale glandelor salivare și exuvii larvare și este posibil ca unele dintre organismele patogene să fie depuse pe produsele alimentare. Consumarea acestor alimente poate duce la gastroenterite, diaree și a alte infecții intestinale. Prin urmare ei sunt vectori ai diferitelor boli infectocontagioase. 
Gândacii de bucătărie găzduiesc bacterii patogene care aparțin genurilor Mycobacterium, Shigella, Staphylococcus, Salmonella, Escherichia, Streptococcus și Clostridium. Ei găzduiesc, de asemenea, protozoare patogene din genurile Balantidium, Entamoeba, Giardia și Toxoplasma și viermi paraziți din genurile Schistosoma, Taenia, Ascaris, Ancylostoma și Necator.
Gândacii de bucătărie sunt, de asemenea, importanți, deoarece oamenii pot deveni alergici la ei, în special prin expunerea constantă la ei. Aceste reacții alergice implică, de obicei, piele (urticaria) și / sau sistemul respirator (astmul bronșic). Studiile au arătat că persoanele care au reacții alergice cutanate sau bronșice la gândacii de bucătărie au niveluri crescute de anticorpi specifici față acești gândaci. Aceste reacții alergice pot fi grave și pot necesita tratament.

## Combatere

### Măsuri de igienă
Se recomandă mai ales măsuri de igienă: asigurarea curățeniei în bucătării, cămări, pivnițe etc. și depozitele de produse agroalimentare; tratarea crăpăturilor din pereți, dușumele și mobilă cu insecticide și apoi astuparea cu vată de sticlă și gips sau rășini sintetice. 

### Controlul cu insecticide
Împrăștierea seara de produse insecticide în locurile frecventate de gândaci și adunarea și îndepărtarea lor dimineața.
Se folosesc pulverizări de suprafață aplicate în refugiile gândacilor și în împrejurimi pe toată perioada dezvoltării și pulverizări în spațiu. Pulverizările în spațiu se aplică la intervale de o săptămână.
Ca insecticide se folosesc:
- alfacipermetrin (spray)
- bendiocarb (spray, pulbere, aerosol)
- betaciflutrin (spray)
- clorpirifos (spray)
- ciflutrin (spray)
- cifenotrin (spray, aerosol)
- deltametrin (spray, pulbere, aerosol)
- diazinon (spray, pulbere)
- diclorvos (spray, momeală)
- dioxacarb (spray)
- fenitrotion (momeală, spray, aerosol)
- flufenoxuron (momeală)
- hidrametilnon (momeală)
- jodfenfos (spray)
- malation (spray, pulbere)
- permethrin (spray, pulbere)
- pirimifos metil (spray, pulbere)
- propetamfos (spray, pulbere, aerosol)
- propoxur (spray, momeală)

În locuințele invadate se recomandă să se facă o dezinsectizare fumigantă cu bioxid de sulf, phostoxin  etc.

### Momeli
În combaterea chimică se recomandă mai mult momelile alimentare: bere (preferată de libărci), care se poate înlocui însă și cu alimente fermentescibile (bulion etc.) așezate seara în cămările invadate, în vase (lighene etc.) pe marginea cărora se pun cartoane, astfel că insectele atrase de miros urcă și cad în vase, iar dimineața se distrug cu apă fierbinte. 
Se pot folosi de asemenea și momeli cu adeziv sau momeli toxice cu insecticide: diclorvos, fenitrotion, flufenoxuron, hidrametilnon, propoxur,  preparate din făină și borax în părți egale sau din zahăr pudră 85% + 15% fluorură de sodiu etc. Insectele se hrănesc din momeli și înghit și o doză letală de insecticid. Momelile permit un control continuu al gândacilor negri de bucătărie pe perioade lungi de timp.